# Phygadeuon crassicornis
Phygadeuon crassicornis är en stekelart som beskrevs av Statz 1936. Phygadeuon crassicornis ingår i släktet Phygadeuon och familjen brokparasitsteklar. Inga underarter finns listade i Catalogue of Life.